# Mohammed Ariful Islam (Schwimmer)
Mohammed Ariful Islam (bengalisch মোহাম্মদ আরিফুল ইসলাম; * 10. Januar 1999) ist ein bangladeschischer Schwimmer.

## Karriere
Mohammed Ariful Islam trat bei den Commonwealth Games 2018 über 50 und 100 Meter an. Ein Jahr später nahm er an den Weltmeisterschaften und den Südasienspielen teil. 2021 belegte er bei den Olympischen Sommerspielen in Tokio im Wettbewerb über 50 m Freistil den 51. Platz. Bei der Eröffnungszeremonie war er Fahnenträger der bangladeschischen Mannschaft.